# Administration spéciale du Saint-Siège
L'Administration spéciale du Saint-Siège (A.S.S.S) (en italien : Amministrazione speciale della Santa Sede) est un bureau de la curie romaine de l'Église catholique de 1929 à 1967. 

## Historique
Elle est créée par Pie XI, le 7 juin 1929 afin de gérer les 750 millions de lires italiennes en espèces et 1 000 millions en obligations du gouvernement italien, transférées au Saint-Siège dans le cadre de la mise en œuvre de la convention financière liée aux Accords du Latran de 1929.
En 1967, le pape Paul VI combine l'Administration spéciale du Saint-Siège et l'Administration des biens du Saint-Siège au sein de l'Administration du patrimoine du siège apostolique, qu'il créée le 15 août 1967.

## Directeurs
1. Bernardino Nogara (1929-1954)
2. Henri de Maillardoz (1954-1967)

## Secrétaires de la Commission cardinalice
- Alberto di Jorio (1940-1947)
- Nicola Canali (1952-1961)